# Střední průmyslová škola Třebíč
Střední průmyslová škola Třebíč je střední škola v Třebíči. Sídlí na severu města na Nových Dvorech. Jejím ředitelem do roku 2021 byl Ing. Zdeněk Borůvka, od roku 2021 je ředitelkou Ing. Petra Hrbáčková.

## Zaměření školy
Škola vznikla sloučením tří škol technického zaměření, zaměření školy tak je směřováno do oblasti techniky. Vyučují se zde ovšem i ekonomické, ekologické, chemické předměty. Velký důraz je kladen na výuku s počítači a moderními technologiemi. Škola nabízí denní studium, studium při zaměstnání (dříve dálkové studium) a také celoživotní vzdělávání. Škola nabízí také studium gymnaziálního typu, obor technické lyceum.

### Technika a elektro
Technické zaměření ve škole převažuje, je zde možnost studovat silnoproudé i slaboproudé obory, strojírenství. Další možností je studium učňovských oborů jako je elektrikář, zámečník, mechanik. Často využívanou možností je studium oboru Elektronické počítačové systémy, je to obor, kde se studenti mohou naučit využití počítačů a elektroniky.

### Ekologie

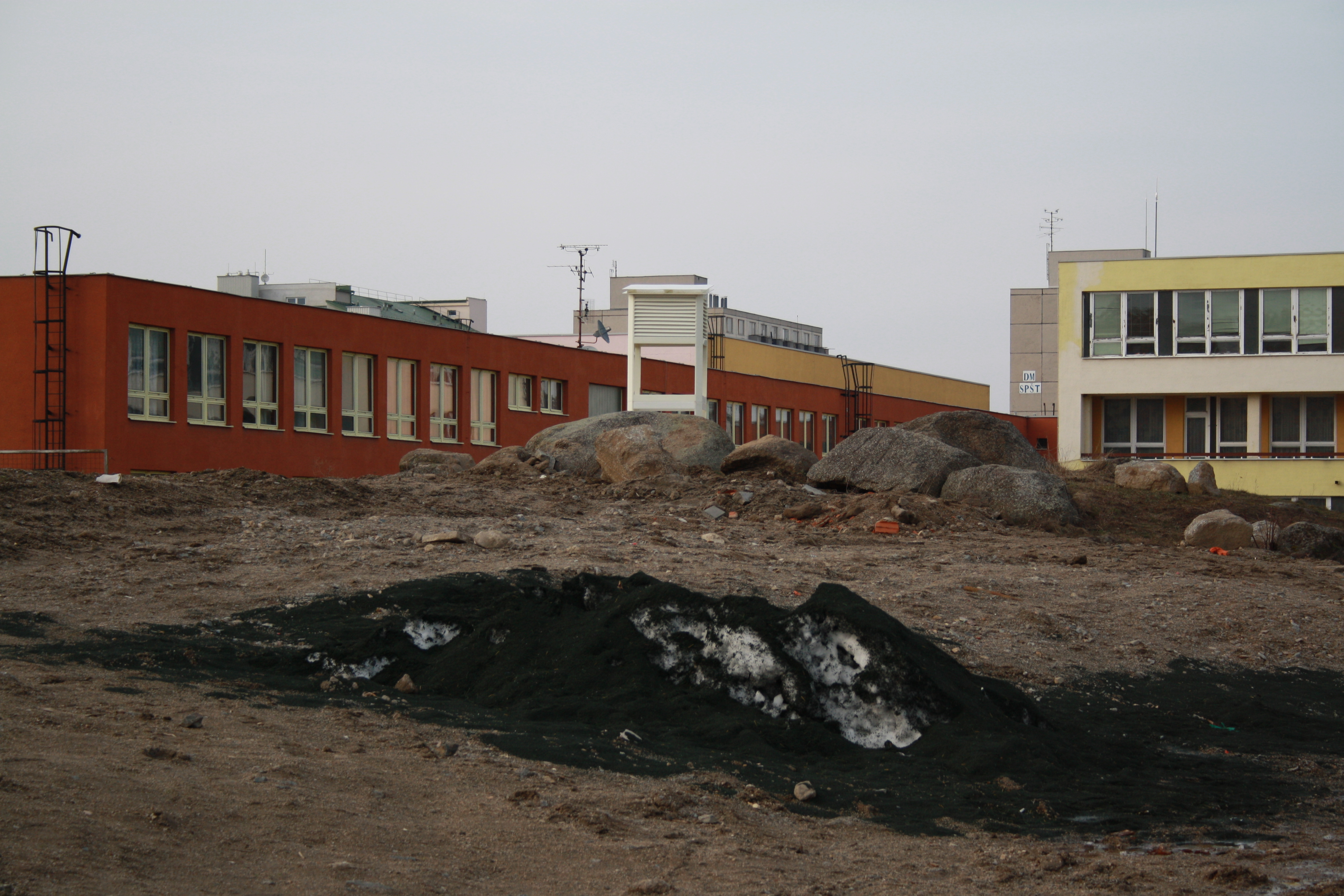
Meteostanice na pozemku školy.

Studenti se zájmem o ekologii a životní prostředí mají možnost studia oboru Průmyslová ekologie. Předměty je naučí jak teoretické tak praktické znalosti ekologie, chemie a životního prostředí. Absolventi se uplatní například ve službách veřejné správy.

### Ekonomie
Ekonomické zaměření si studenti mohou vybrat v Technickém lyceu, jako oborové zaměření na třetí a čtvrtý ročník studia. Naučí se základům účetnictví, marketingu a teorie ekonomiky.

### Počítačové sítě
Dalším zaměřením školy jsou počítačové sítě a program Cisco Network Academy firmy Cisco. Studenti se naučí jak teorii, tak praxi v sítích a serverech. Na konci čtyřsemestrového studia získají certifikát od firmy Cisco.

### Strojírenství
Škola je zaměřena i jak strojařská škola, studenti se v oboru strojírenství naučí pracovat s CNC stroji a v programech jako jsou AutoCAD a Inventor.
V roce 2018 bylo studentům umožněno postavit vlastní nákladní automobil Tatra Phoenix a to ve spolupráci se společností Tatra Trucks, následně automobil začali využívat třebíčští silničáři. Konkrétně byl vůz určen pro Krajskou správu a údržbu silnic Vysočina. Celkem studenti stavěli vůz více než půl roku, prověření před uvedením do provozu obstarala přímo společnost Tatra Trucks. Škola obdržela díly na vůz v kamionech, následně na tvorbu dohlíželi i pracovníci společnosti Tatra Trucks. Test na polygonu společnosti Tatra Trucks proběhl dne 11. února 2019.

### Energetika
Nový obor vyučovaný od roku 2009, který vznikl ve spolupráci kraje Vysočina a společnosti ČEZ, jeho účelem je vychovávat nové zaměstnance této společnosti.

## Historie
SPŠT v Třebíči vznikla 1. července 1998 sloučením tří samostatných škol. Bylo to pod takzvaným optimalizačním projektem Školského úřadu. Do 1. července 2006 se škola jmenovala Střední průmyslová škola technická a střední odborné učiliště technické. Škola se v roce 2014 sloučila se Střední školou řemesel Třebíč a nově tak školy užívají název Střední průmyslová škola Třebíč. Součástí školy se tak stalo Muzeum staré zemědělské techniky založené v roce 1988 při tehdejší SŠŘ Třebíč. V roce 2018 byla výuka přesunuta kompletně do areálu Střední průmyslové školy Třebíč a budova na Demlově ulici byla opuštěna.

### Střední průmyslová škola v Třebíči
SPŠT měla počátky ve školním roce 1952/1953, vznikly dvě třídy dálkového studia (elokované z průmyslové školy v Jihlavě). Dalším rokem se otevřela i třída pro denní studium a dvě třídy ve Velkém Meziříčí, v tomtéž školním roce se již škola v Třebíči osamostatnila od jihlavské SPŠS. V roce 1954 se škola osamostatnila a tak vznikla fakticky průmyslová škola v Třebíči. V září roku 1986 byla opět obnovena činnost Střední průmyslové školy kožařské v Třebíči, v Třebíči působila již mezi lety 1970 a 1976 a vychovávala převážně budoucí pracovníky pro tehdejší Závody Gustava Klimenta. Učilo se v budově učňovské školy, později i v budově bývalého sirotčince a od roku 1963 až do roku 1998 se učilo v budovách kláštera v Otmarově ulici a také v budovách na ulici B. Václavka.

### Integrovaná střední škola technická v Třebíči
ISŠT datuje počátky do osmdesátých let, vznikla v souvislosti se stavbou Jaderné elektrárny Dukovany. Ve školním roce 1987/1988 byla zahájena výuka v areálu na ulici Manželů Curieových, učiliště (pod názvem Střední odborné učiliště energetické) patřilo pod EDU a oddělilo se až v roce 1991. Ve školním roce 1992/1993 vznikla ve stejném areálu i SPŠ elektrotechnická a o rok později se obě školy spojili v ISŠT.

### Integrovaná střední škola řemesel a podnikání
Je škola, která navázala na učňovské školy Unipletu Třebíč a v roce 1984 bylo zřízeno SOU strojírenské. Toto učiliště začalo v roce 1990 využívat budovu na ulici Manželů Curieových. V rámci spojování škol vznikla v roce 1994 ISŠ řemesel a podnikání, která měla statut fakultní školy Pedagogické fakulty UK v Praze.

## Současnost

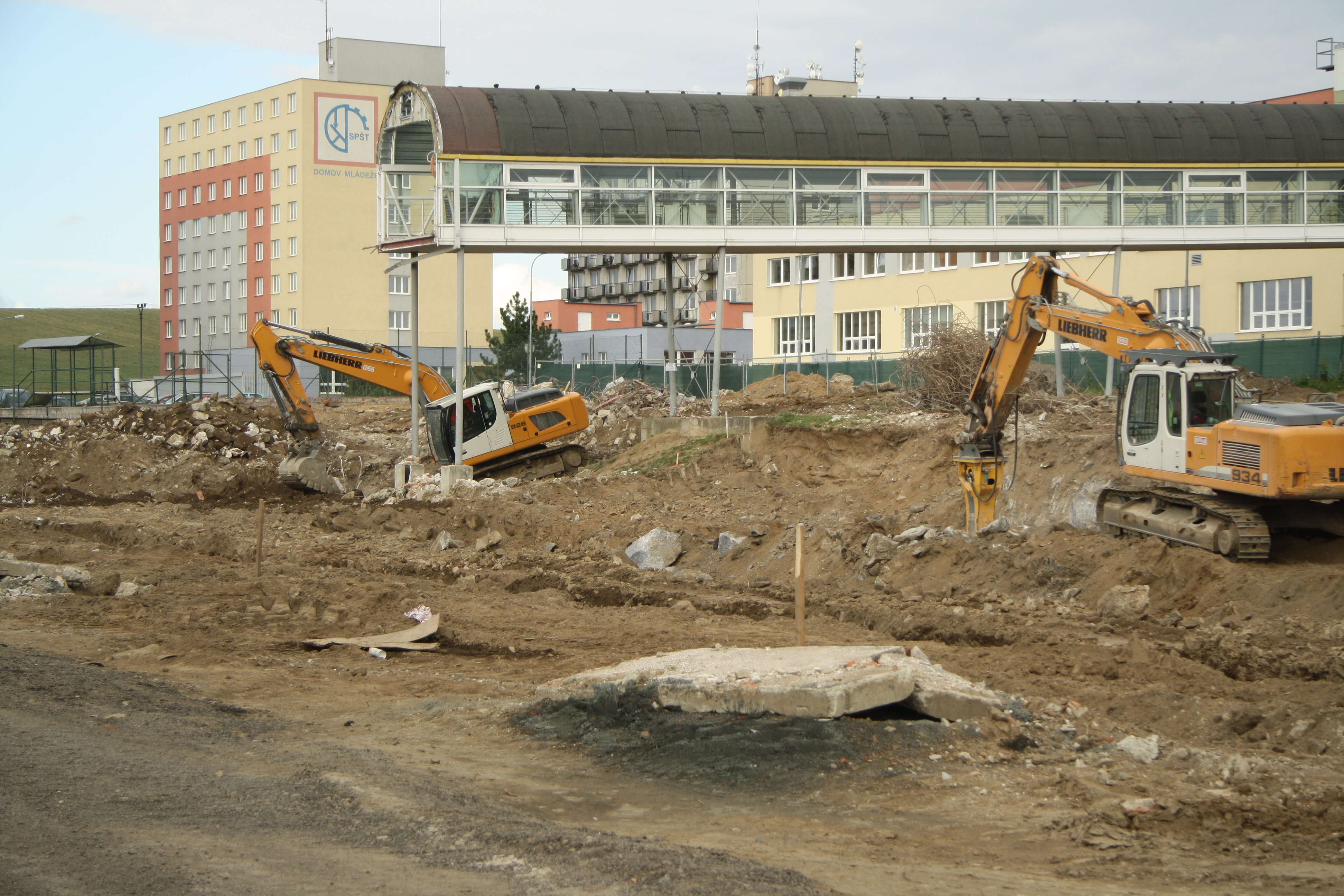
Rekonstrukce budovy školy v roce 2017

Střední škola ve dvou budovách funguje od 90. let 20. století, v roce 2016 započala velká rekonstrukce budovy A a došlo k demolici budovy B, která byla na hraně životnosti. 
Na jejím místě vznikla čtyřpodlažní budova s novou kotelnou. V létě roku 2017 došlo k vybourání boletových panelů na stěnách budovy B školy. V roce 2017 také došlo k téměř půlroční rekonstrukci budovy A, kdy ve dvou opravených patrech vzniklo sedm nových učeben, které jsou zaměřeny pro výuku slaboproudu, silnoproudu, programování CNC strojů, 2D a 3D modelování a venkovních rozvodů. Vybavení bylo přesunuto z učeben v bývalé budově B. Byly také přikoupeny nové stroje a počítače. Byly také vybudovány nové šatny pro studenty. Celkové náklady na rekonstrukci byly 45 milionů Kč. Finančně se podílely z 90 % evropské fondy, deset procent pak investoval Kraj Vysočina. 
V nové stavbě budovy B bude otevřeno 18 učeben, 8 kabinetů a bude instalován výtah. Budova B byla otevřena 7. února 2019, celkem je v budově B 34 učeben, 8 kabinetů a ředitelna. Budova B je kompletně bezbariérová, má čtyři podlaží a je kompletně prosklená. Ve třídách jsou instalována čidla na snímání množství oxidu uhličitého, vzduchotechnika pak reaguje automaticky a ventiluje dle potřeby. Okna budovy mají venkovní rolety a žaluzie. Budova je vybudována prakticky v pasivním standardu, budova je vybavena rekuperací a je výrazně zateplena. Celkové konečné nákady byly 147 milionů Kč, kdy 82 milionů bylo získáno z Evropské unie. V červnu roku 2019 byla stavba nové budovy oceněna cenou Stavba roku Kraje Vysočina, v kategorii Novostavby budov.
V souvislosti s otevřením Budovy B v areálu školy škola opustila školní budovu na Demlově ulici. Krajský úřad Kraje Vysočina spolu s městem Třebíč řeší, co provede s objektem na Demlově ulici. Zájem o budovu projevila základní škola Světlo. V roce 2020 budou u školy postaveny cykloboxy, ty byly dokončeny v říjnu roku 2020. V roce 2020 škola uspořádala online den otevřených dveří.

## Ocenění
V kategorii škol v krajském kole soutěže Zlatý erb za rok 2015 škola zvítězila v kategorii škol za své webové stránky. V roce 2017 škola získala ocenění Cena hejtmana Kraje Vysočina za společenskou odpovědnost v kategorii veřejný sektor – ostatní. V roce 2018 získala škola Cenu hejtmana Kraje Vysočina za společenskou odpovědnost, 1. místo v kategorii veřejný sektor – ostatní. V roce 2019 získal studentský tým první místo v celostátní vědomostní soutěži pro mládež Co víš o energetice.

## Seznam oborů
- Maturitní obory M
  - Energetika
  - Informační technologie
  - Strojírenství
  - Technické lyceum
  - Průmyslová automatizace
- Maturitní obory L
  - Autotronik
  - Mechanik elektrotechnik
  - Mechanik opravář
  - Mechanik seřizovač
  - Uměleckořemeslné zpracování kovů
- Učební obory H
  - Automechanik
  - Elektrikář pro silnoproud
  - Obráběč kovů pro CNC stroje
  - Opravář zemědělských strojů
  - Technik IT

- Vzdělání pro dospělé
  - Profesní kvalifikace

## Vedení školy
Ředitelkou školy je Ing. Petra Hrbáčková, jejími zástupci jsou Ing. Ladislav Havlát, PhDr. Lenka Nechvátalová, Mgr. Alena Cahová a Michal Říháček

## Galerie

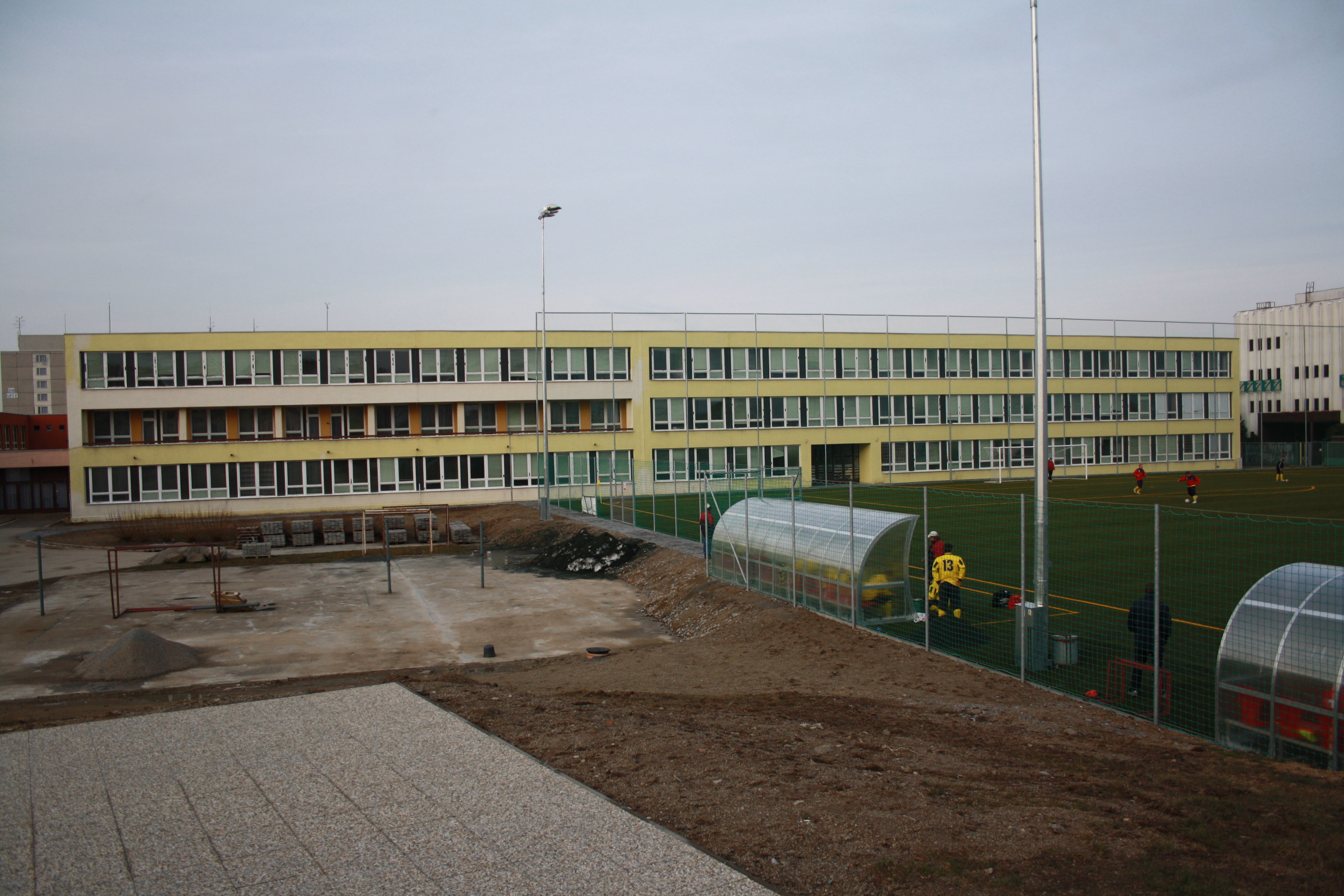
Budova A, budova elektrotechnických a odborných učeben.
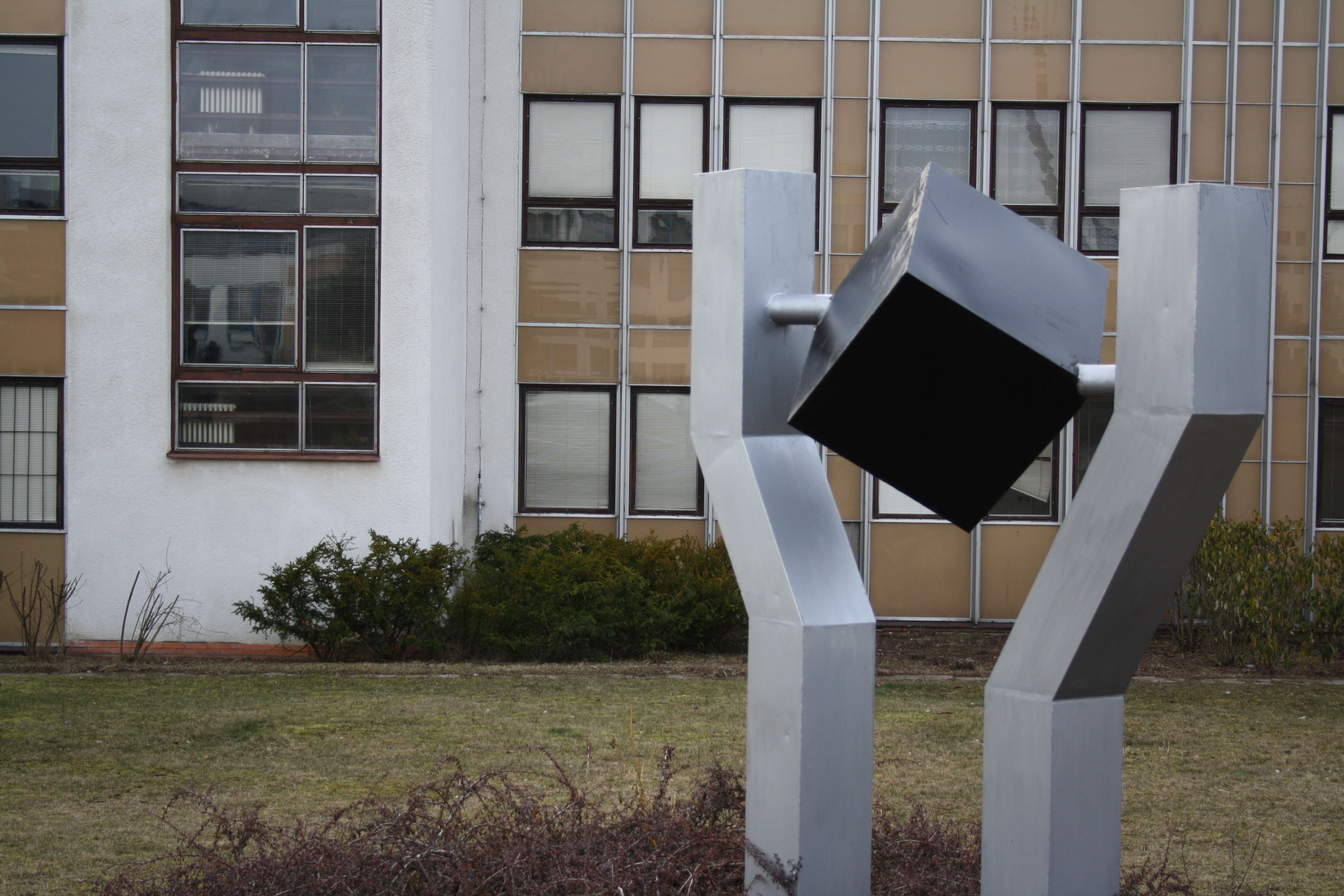
Socha symbolizující školu a atom v areálu školy (po rekonstrukci se již před školou nenachází).
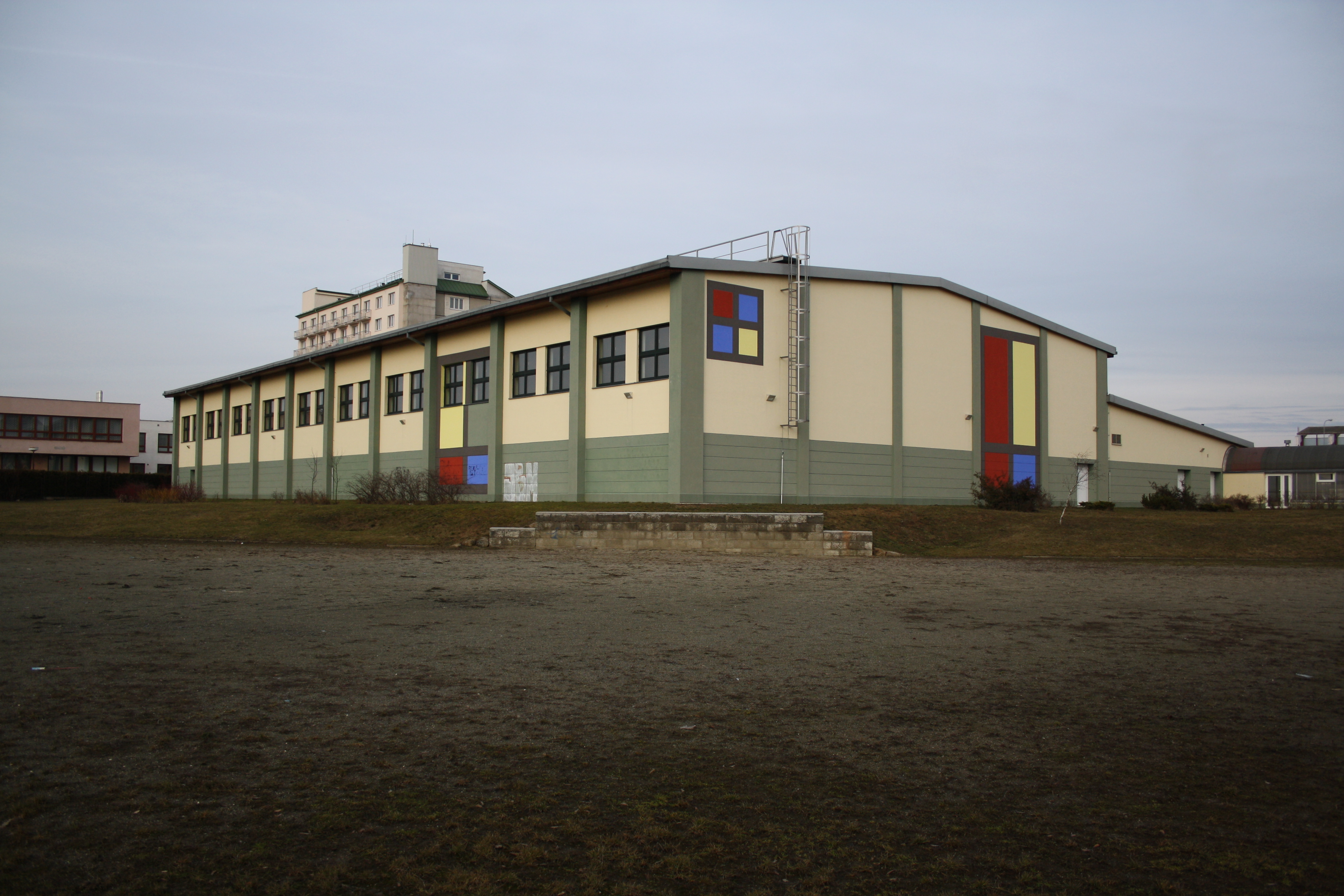
Tělocvična a hřiště školy.
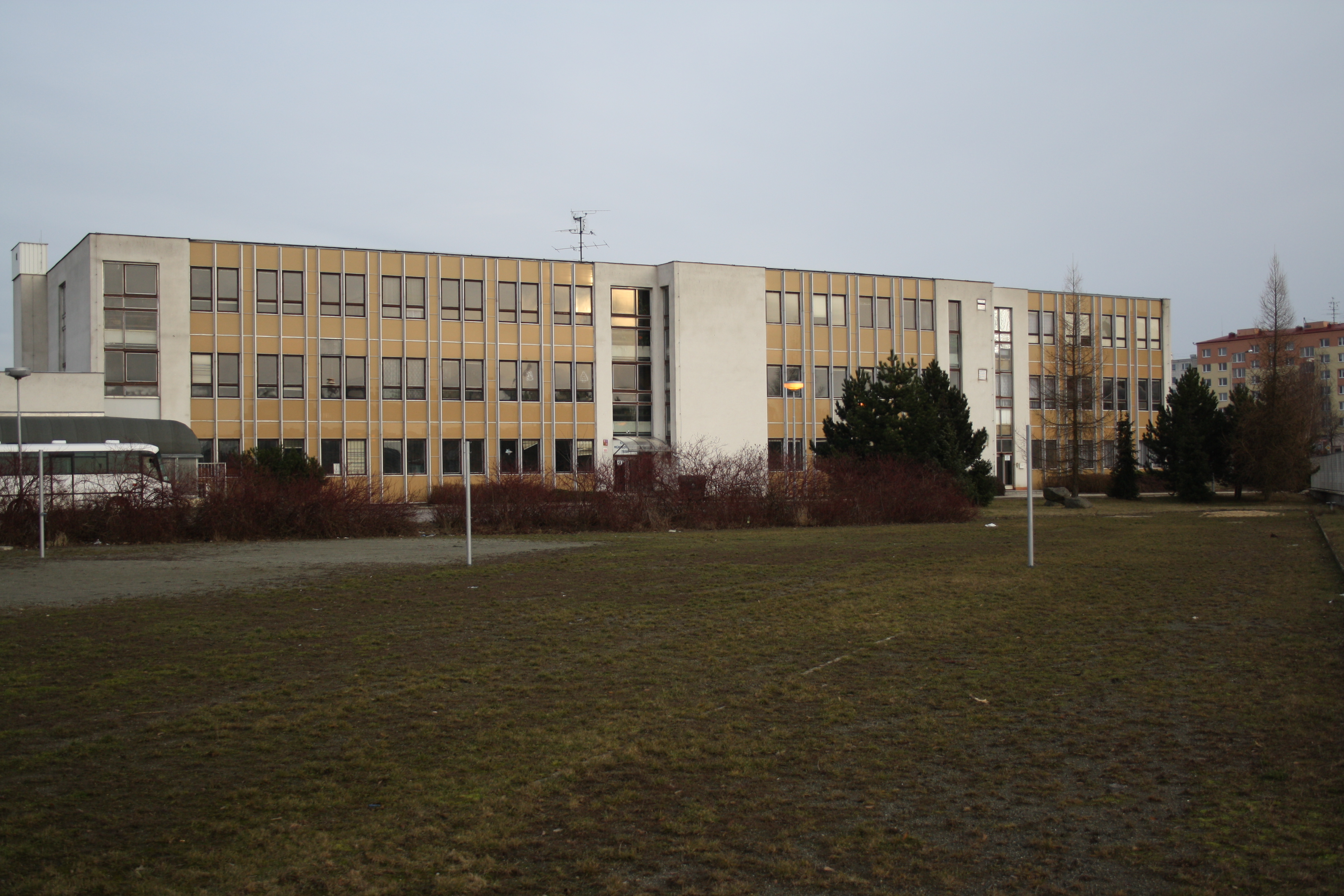
Budova B, budova strojařských, gymnaziálních a ekologických oborů.